# Ченцово (Нижегородская область)
Ченцово — деревня в Богородском районе Нижегородской области. Входит в состав Алешковского сельсовета. Население 11 (2010) человек

## Общая физико-географическая характеристика
Географическое положение
По автомобильным дорогам расстояние до областного центра города Нижнего Новгорода составляет 57 км, до районного центра города Богородска — 15 км. Абсолютная высота 116 метров над уровнем моря.
Часовой пояс
Ченцово, как и вся Нижегородская область, находится в часовой зоне МСК (московское время). Смещение применяемого времени относительно UTC составляет +3:00.

## История
В «Списке населенных мест» Нижегородской губернии по данным за 1859 год значится как казённая деревня при речке Зуевке в 20 верстах от Нижнего Новгорода. Относилась к первому стану Горбатовского уезда. В деревне насчитывалось 18 дворов и проживало 140 человек (60 мужчин и 80 женщин).

## Население
| 1999 | 2002 | 2010 |
| ---- | ---- | ---- |
| 11   | ↘10  | ↗11  |

Национальный состав
Согласно результатам переписи 2002 года, в национальной структуре населения русские составляли  100% из 10 человек.